# 岡山統一戲院
岡山統一戲院是位於臺灣高雄市岡山區的一間電影院，創始於1984年，2022年9月26日結束營業。

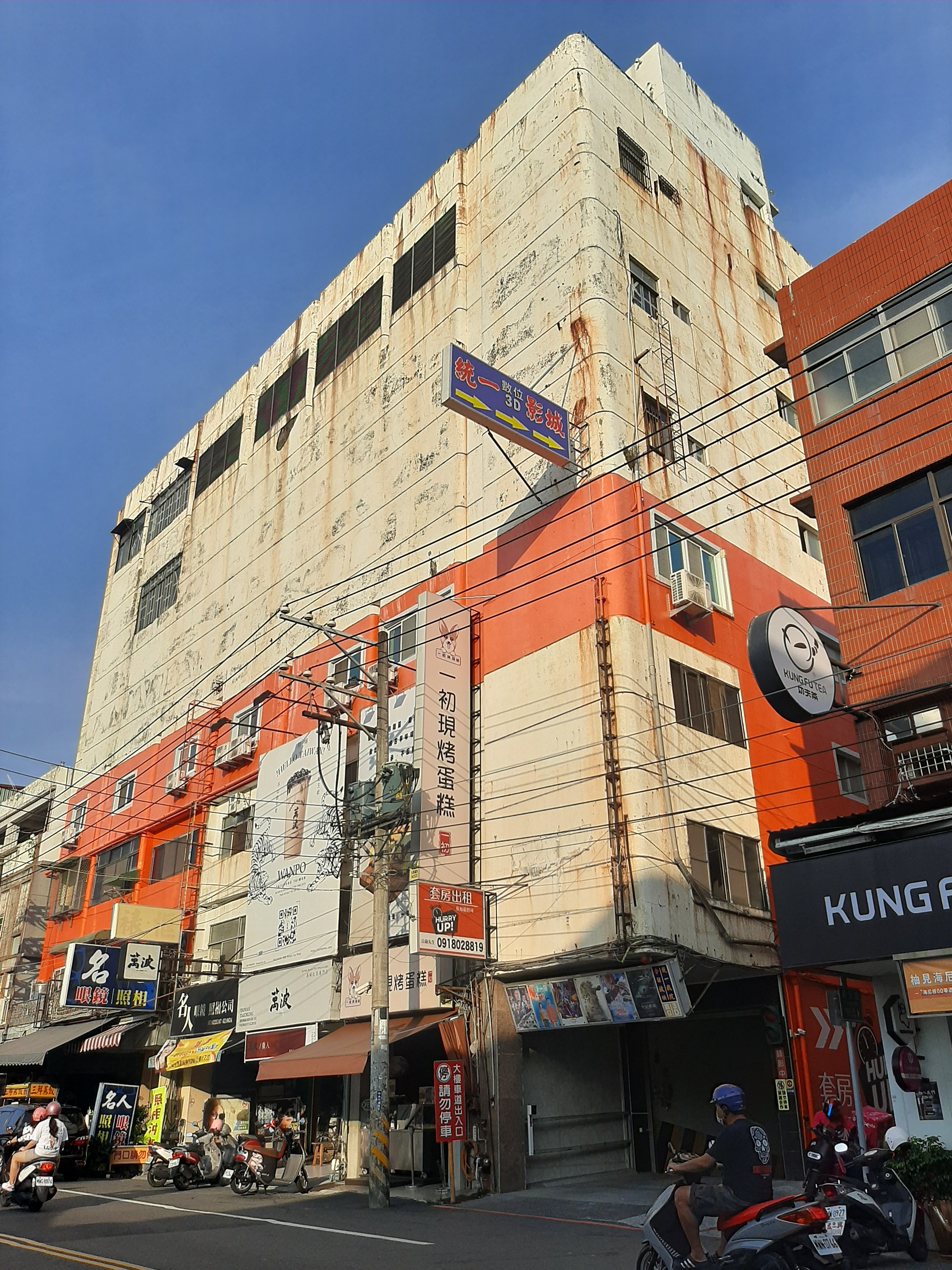
岡山統一戲院所在的統一大樓外觀。上方藍底招牌為戲院招牌，下方地下停車場出入口可見當期放映海報。

## 歷史
統一戲院1984年開幕，是岡山行政位階為「鎮」的時期的三家戲院之一；另兩家與其同期的戲院為「中正堂」（由軍方營運)，以及「岡山大戲院」（由岡山鎮公所委託當地劉姓家族經營）。其所在大樓原為岡山大戲院，岡山鎮公所售出土地後興建「統一大樓」，計劃做為百貨大樓使用。但買賣合約中但書要求新建物必須有電影院，以供鎮民娛樂，故將五樓劃為電影院使用。1998年因經營困難，由台北人張文隆向持有人台北學者影城承租，以新台幣700萬元改建經營。2005年底，又針對每個廳椅子、地板等進行翻修。 
2022年捷運南岡山站附近的秀泰影城開始營運，統一戲院因疫情影響、中街商圈的轉移及連鎖影院競爭等因素難以維持，經營者決定於9月26日結束營業。

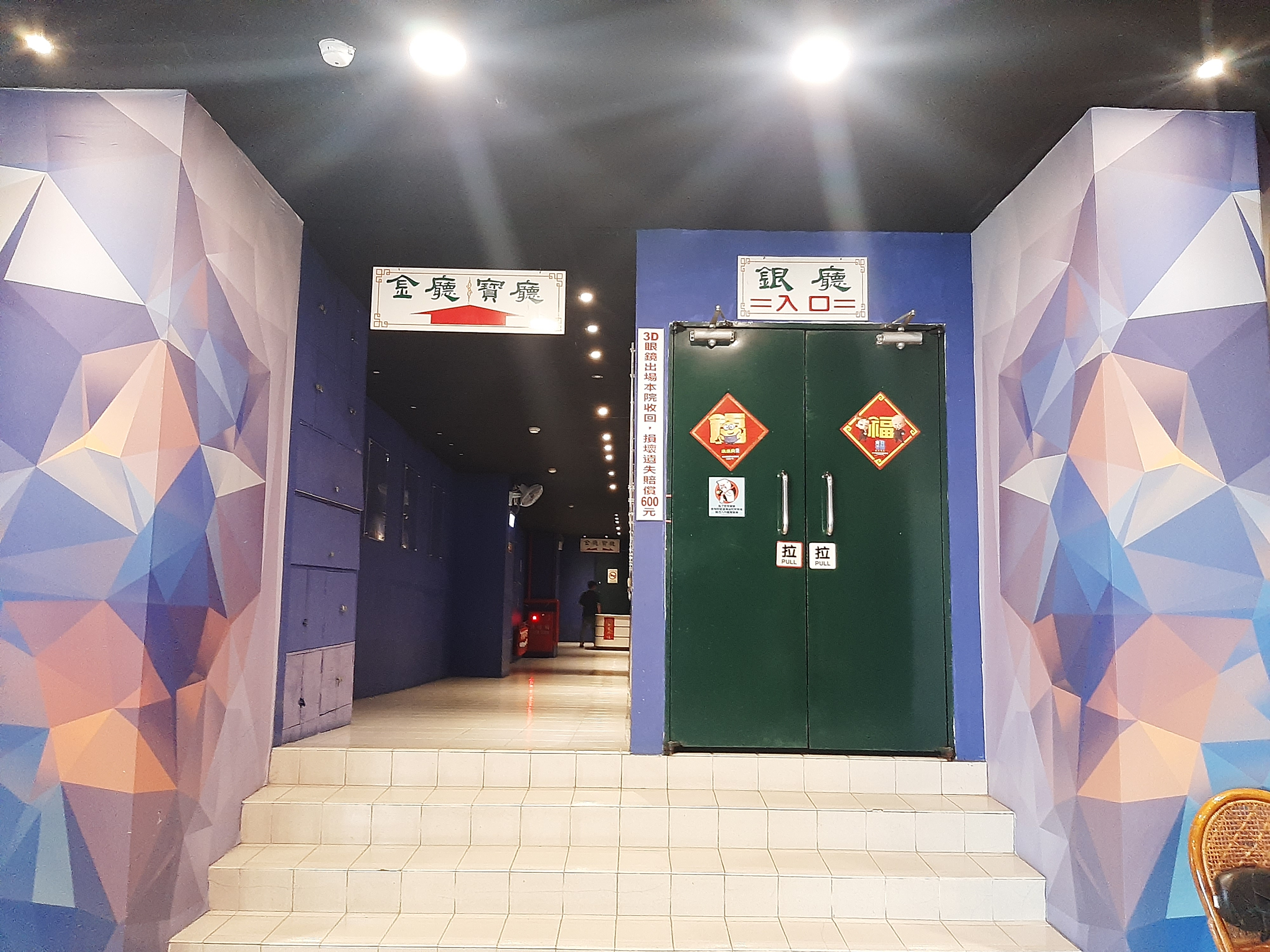
岡山統一戲院分為金、銀、寶三廳。

## 經營模式
岡山統一戲院是首輪電影院。原只有一廳，換手經營後分為三廳。初期專播香港、台灣產製的華語電影，1998年易手後多播放西片。
2000年起開始一票兩片(首輪片+二輪片)的模式，2006年時全票為新台幣（下同）170元。另有學生、軍警優惠票及兒童票。也曾出售過1200元10張的套票。由於場次中間不清場，也有部分消費者可連看一整天。